# Sostituzione testamentaria
La sostituzione testamentaria è un istituto di diritto successorio. Secondo il Codice civile italiano (artt. 688 e ss.), essa si determina quando il testatore istituisce erede o legatario una determinata persona e al tempo stesso dispone che ad essa debba subentrare un'altra persona, qualora si verifichi un determinato avvenimento (ad esempio mancata accettazione dell'eredità da parte dell'erede).
Due sono le forme di sostituzione testamentaria previste dal ordinamento giuridico italiano: la sostituzione ordinaria, in latino substitutio vulgaris, e la sostituzione fedecommissaria, a sua volta ulteriormente differenziabile in sostituzione fedecommissaria semplice ed assistenziale.
Si ha sostituzione ordinaria quando il testatore prevede di sostituire l'erede o il legatario nel caso in cui il primo chiamato non voglia o non possa accettare la successione. Ad esempio: Istituisco erede Caio; qualora egli non voglia o non possa accettare istituisco erede Tizio.
Si ha invece la sostituzione fedecommissaria semplice quando il testatore impone ad un soggetto istituito erede o legatario l'obbligo di conservare i beni ricevuti in eredità o in legato e di restituirli alla sua morte ad un altro soggetto scelto dal testatore. Ad esempio: Istituisco erede Caio, con l'obbligo di conservare e restituire alla sua morte i beni ereditari a favore di Tizio.
Tale sostituzione non è ammissibile nel nostro ordinamento, pur essendo ampiamente praticata in ambito romanistico.
Il fedecommesso assistenziale è invece regolato dagli artt. 692 e ss. c.c.
Possono sostituirsi più persone a una sola e una sola a più.
La sostituzione può anche essere reciproca tra i coeredi istituiti.

## Storia
Il testatore, nel diritto romano, aveva la possibilità di istituire al posto dell'erede che non avesse accettato (e quindi soltanto un erede volontario non appartenente alla familia proprio iure dicta) di adire all'eredità un sostituto, il quale avrebbe prevalso anche sullo ius adcrescendi. Diversa dalla sostituzione volgare era invece la sostituzione pupillare che presupponeva che il testatore istituisse erede un discendente impubere che sarebbe divenuto sui iuris con la sua stessa morte. Essa consisteva nell'istituzione di un erede al pupillo qualora egli fosse morto ancora impubere e nell'impossibilità di fare testamento (eccezione al principio del testamento personalissimo). Premorto l'impubere al testatore essa avrebbe potuto valere come sostituzione volgare, secondo quanto fu il responso di una celebre controversia riportataci da Cicerone, la Causa Curiana, risalente al 93 a.C. circa.